# Ray & Liz
Ray & Liz es una película dramática británica de 2018, escrita y dirigida por el fotógrafo Richard Billingham. La cinta cuenta la historia personal de Billingham, su sórdida infancia en un apartamento de Birmingham, en el Black Country, en una época en la que el país estaba presidido por Margaret Thatcher. El filme se centra en Ray y Liz, una pareja especial que son padres de dos niños : Richard y Jason. Jason tiene dos años y su hermano Ricard, diez. Billingham había publicado previamente Ray's a Laugh (1996), un libro con fotografías de su familia en esta época. Tras su estreno, la película recibió encendidas críticas, así como varios premios en festivales de cine a ambos lados del Atlántico.

## Producción
La película tiene su origen en Ray, una cinta de vídeo de una sola pantalla que se estrenó en la Glynn Vivian Art Gallery, en Gales, en 2015. Antes de eso, sus orígenes se encuentran en las instantáneas de Billingham a mediados de la década de 1990 de su padre alcohólico Ray, su madre Liz y su hermano menor Jason, recogidas en el libro Ray's a Laugh (1996) e incluidas en la exposición de arte Sensation que se estrenó en 1997.

## Reparto
- Ella Smith : Liz joven
- Deirdre Kelly : Liz mayor
- Justin Sallinger : Ray joven
- Patrick Romer : Ray mayor
- Callum Slater : Jason con 2 años
- Joshua Millard-Lloyd : Jason con 10 años
- Jacob Tuton : Richard con 10 años
- Sam Planta : Richard adolescente
- Tony Manera : Lol
- Sam Gittins
- Michelle Bonnard : Zeinab

## Música
La película incluye varias canciones como "Some of Your Lovin" (1965) de Dusty Springfield, "Happy House" (1980) de Siouxsie And The Banshees, "Pass The Dutchie" (1982) de Musical Youth, "Good Thing" ( 1988) por Fine Young Cannibals.

## Estreno y recepción crítica
La película se estrenó en el Festival Internacional de Cine de Locarno en agosto de 2018, y fue estrenada en el Reino Unido en marzo de 2019. The Irish Times escribió una reseña favorable. The Independent también la alabó. The Telegraph destacó el retrato de una época que nunca debió de existir. The Guardian la saludó cuando un "álbum familiar extraordinario". The Times la valoró con una nota de 4 sobre 5. En EE. UU., la revista Variety describió la película como "un raro y notable cine-memoria". Tras su estreno en Francia, la revista mensual Cahiers du Cinéma la calificó como la película del mes. Télérama la saludó como un trabajo melancólico. Para la web Rotten Tomatoes, la película tuvo un índice de aprobación del 93%, sobre un total de 43 opiniones críticas.

## Premios
- Festival Internacional de Cine de Locarno : "Especial Menciona".[17]
- BIAFF Batumi Festival de cine internacional : "Magnífico Prix" y "Actriz Mejor" para Ella Smith.[18]
- British Independent Film Awards : "El Douglas Hickox Premio (Director de Debut)" y "Breakthrough Productor".[19]
- LEFFEST Lisboa & Estoril Festival de cine : "Jurado Premio Especial Para Director Mejor".[20]
- FNC Festival de Montreal du nouveau cinéma : "Premio De Experimentación - Especial Mencionar" [prix de l'expérimentation @– mencionar spéciale].[21]
- Festival Internacional de Cine de Salónica de 2018: "Premio de Largometraje Mejor - Alexander Dorado".[22]
- Festival de cine de Sevilla Otorga 2018 : "Premio de Jurado Magnífico".[23]
- Festival de cine de Ciudad del Luxemburgo: "Magnífico Prix".[24]
- VIFF Vilna Festival de cine Internacional 2019: "Película de Debut europea Mejor".[25]